# Fallin' Angel -嘆きの天使-
『Fallin' Angel -嘆きの天使-』（フォーリンエンジェル なげきのてんし）は、日本のロックバンド、PERSONZの6枚目のシングルである。

## タイアップ
PanasonicヘッドフォンステレオCMソング（Dreamers）

## 収録曲
（全曲作詞：JILL / 作曲：渡邉貢 / 編曲：PERSONZ）
1. Fallin' Angel-嘆きの天使-
2. Dreamers

## 品番
- CDS: CARC-26
- SC: 10SB-13